# Waldburg (Württemberg)
Waldburg ist eine deutsche Gemeinde mit 49 Teilorten und Weilern und ein staatlich anerkannter Erholungsort im Landkreis Ravensburg in Baden-Württemberg. Die Gemeinde Waldburg, die durch die gleichnamige Burg aus dem 12. Jahrhundert bekannt ist, ist Mitglied im Gemeindeverwaltungsverband Gullen mit Sitz in Grünkraut.

## Geographie

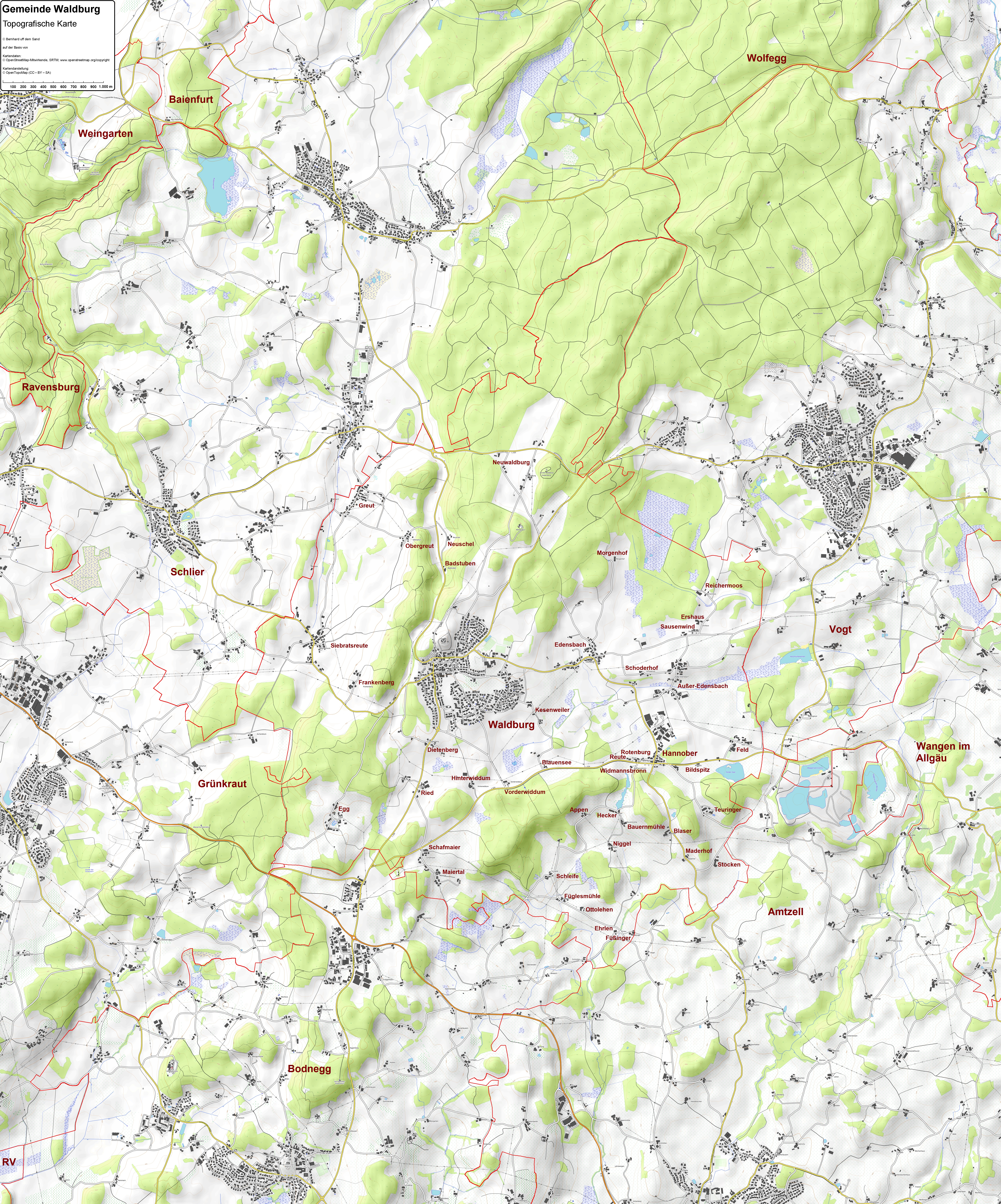
Topografische Karte der Gemeinde Waldburg

### Geographische Lage
Die Gemeinde Waldburg liegt am Südrand des Altdorfer Walds etwa auf halber Luftlinie zwischen Ravensburg im West-Nordwesten und Wangen im Ost-Südosten.

### Nachbargemeinden
Nachbargemeinden von Waldburg sind Amtzell, Bodnegg, Grünkraut, Schlier und Vogt.

### Schutzgebiete
Im Gemeindegebiet sind derzeit sechs Naturschutzgebiete (Blauensee, Dietenberger Weiher, Edensbacher Mösle, Felder See, Pfaumoos, Niggelmoos und Bei der Schleife und Scheibensee) sowie ein Landschaftsschutzgebiet (Jungmoränenlandschaft zwischen Amtzell und Vogt) ausgewiesen (Stand: 1. April 2010).

### Gemeindegliederung
Die Gemeinde Waldburg besteht aus dem Hauptteilort Waldburg sowie über 40 Dörfern, Weilern und Einzelhöfen, darunter als größtes das Dorf Hannober.
Die übrigen Dörfer, Weiler und Höfe sind (in alphabetischer Reihenfolge) Appen, Außer-Edensbach, Badstuben, Bauernmühle, Bildspitz, Blaser, Blauensee, Dietenberg, Edensbach, Egg, Ehrlen, Ershaus, Feld, Frankenberg, Füglesmühle, Füßinger, Greut, Hecker, Hinterwiddum, Kesenweiler, Maderhof, Maiertal, Morgenhof, Neuschel, Neuwaldburg, Niggel, Obergreut, Ottolehen, Reichermoos, Reute, Ried, Rotenburg, Sausenwind, Schafmaier, Schleife, Schoderhof, Siebratsreute, Teuringer, Vorderwiddum und Widmannsbronn.

## Geschichte

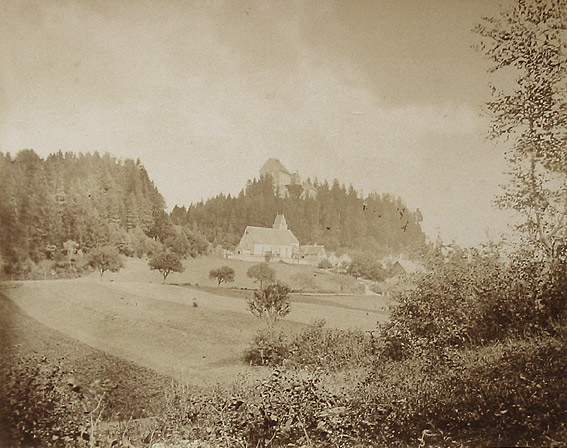
Waldburg auf einer Photographie vor 1870

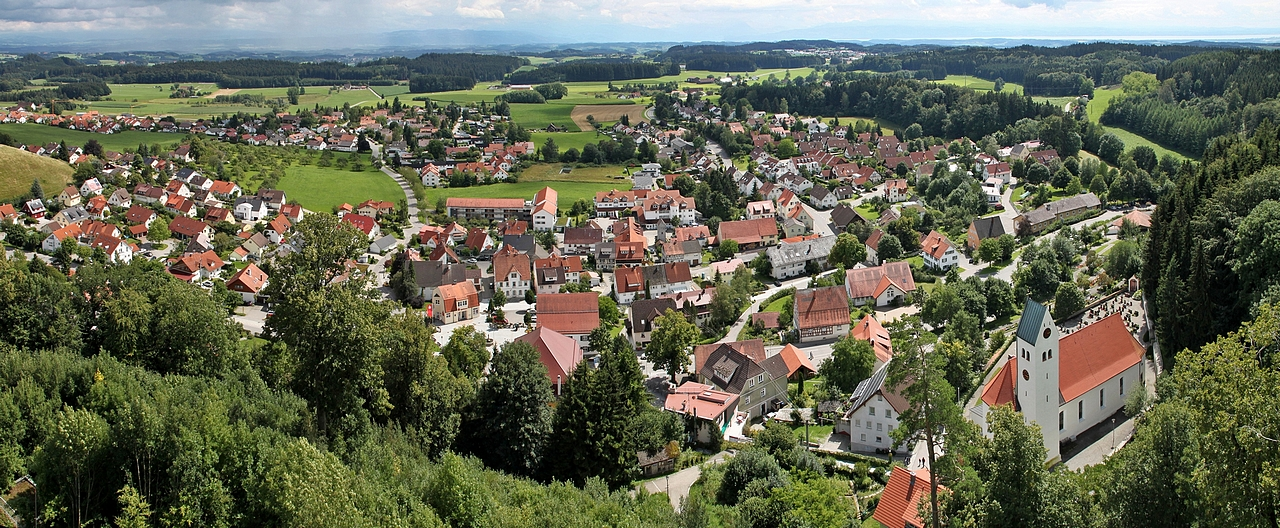
Blick von der Burg auf den Ort, im Vordergrund rechts die Katholische Pfarrkirche St. Magnus

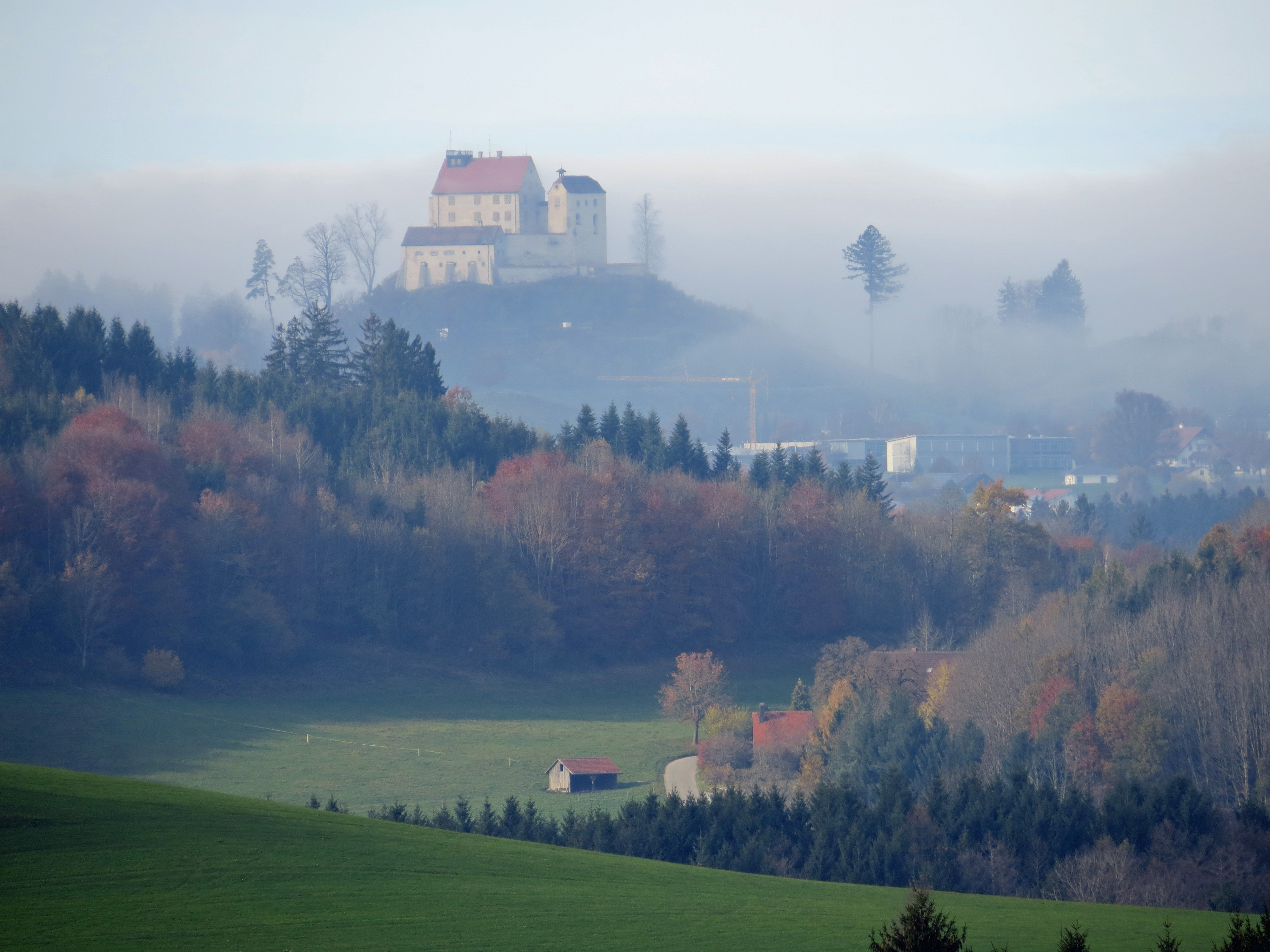
Waldburg von Südosten

### Mittelalterliche Ortsgeschichte
Während der Zeit des Hochmittelalters lag der Ort im Herzogtum Schwaben. Die erste namentliche Erwähnung von Waldburg als Lehen ist in der Beschreibung des Oberamts Ravensburg laut Pappenheims Chronik 1402 erfolgt. Das Kloster Weingarten, die Landvogtei Schwaben und der Truchsess von Waldburg, letzterer mit dem größten Anteil, teilten sich die Hoheit.

### Frühneuzeitliche Ereignisse
1570 brannte ein Teil der Ortschaft ab, 1632 während des Dreißigjährigen Krieges wurde die Waldburg durch die Schweden belagert und der Ort gebrandschatzt, 1724 legte ein Brand das halbe Dorf in Schutt und Asche.

### Württembergische Zeit
1806 wurde das Gebiet von Kaiser Napoleon dem Königreich Württemberg zugeschlagen, was im katholischen Oberschwaben zwar auf Ablehnung stieß, jedoch auf dem Wiener Kongress 1815 endgültig bestätigt wurde. Von 1806 bis 1810 war Waldburg kurzzeitig dem Oberamt Waldsee unterstellt und von 1810 bis 1934 dem Oberamt Ravensburg.
Waldburg wurde in der Beschreibung des Oberamts Ravensburg aus dem Jahre 1836 zwar bereits als Gemeinde mit 48 Parzellen und 1163 (katholischen) Einwohnern ausgewiesen, aber als „Standesherrlicher Ort“ deklariert, den Fürsten von Waldburg-Wolfegg-Waldsee gehörig. Das fürstliche Patrimonialamt Waldburg-Wolfegg bestand mit Unterbrechung noch bis 1849.
Während der NS-Zeit in Württemberg fanden zwei Kreisreformen statt. Zunächst gab es 1934 lediglich eine Umbenennung des Oberamts in Kreis Ravensburg, bei dem sich Waldburg von 1934 bis 1938 befand. Mit der größeren Kreisreform von 1938 kam Waldburg zum erweiterten Landkreis Ravensburg, dem es bis heute angehört.

### Nachkriegszeit
Nach dem Zweiten Weltkrieg wurde der Ort Teil der französischen Besatzungszone und erfuhr somit die Zuordnung zum neu gegründeten Land Württemberg-Hohenzollern, welches 1952 im Land Baden-Württemberg aufging.
1969 wurden die Waldburger Ortsteile Hochrain und Knausenhaus an die Nachbargemeinde Amtzell abgegeben, 1977 zudem auch noch der Ortsteil Beikers, erhielt andererseits den Hof Bildspitz und einen Hof in Edensbach.

### Einwohnerentwicklung
| Jahr | Einwohner |
| ---- | --------- |
| 1836 | 1163      |
| 1910 | 1223      |
| 1950 | 1330      |
| 1991 | 2352      |
| 1995 | 2276      |
| 2004 | 2993      |
| 2010 | 3051      |
| 2015 | 3182      |
| 2020 | 3180      |

## Religionen
Waldburg ist wie das gesamte Umland römisch-katholisch geprägt. Die Gemeinde ist Sitz der Pfarrei St. Magnus (mit Filialkirchengemeinde St. Cassian in Hannober), die zum Dekanat Ravensburg gehört. Die Pfarrgemeinde Waldburg in ihrer heutigen Form entstand erst zwischen 1808 und 1816. Die im 16. Jahrhundert entstandene Pfarrei umfasste lediglich den Ort selbst und drei umliegende Parzellen. Die übrigen gehörten zu den Pfarreien Bodnegg und Amtzell beziehungsweise wurden vom Kloster Weingarten bepfarrt. Die Aufzeichnungen der Waldburger Kirchenbücher beginnen erst im Jahre 1700 und später. 1920 wurde eine Filialpfarrei in Hannober eingerichtet, was zur Folge hatte, dass einige bisher zur Pfarrei Amtzell und Vogt gehörende Parzellen der Pfarrei Waldburg zugeordnet wurden.
Die evangelischen Christen in Waldburg sind Mitglieder der Kirchengemeinde Atzenweiler-Vogt, die zum Dekanat Ravensburg gehört.

## Sport
Bei entsprechender Schneelage werden in Zusammenarbeit mit der Gemeinde Vogt regelmäßig Loipen gespurt. Es wurde dafür ein Pistenbully beschafft.

## Politik

### Gemeinderat
Der Gemeinderat in Waldburg besteht aus den 12 gewählten ehrenamtlichen Gemeinderäten und dem Bürgermeister als Vorsitzendem. Der Bürgermeister ist im Gemeinderat stimmberechtigt.
Die Kommunalwahl am 9. Juni 2024 führte zu folgendem Ergebnis: Die Wahlbeteiligung lag bei 70,55 %.
| Liste               | Wähler  | Sitze |
| Unabhängige Liste   | 97,93 % | 12    |
| Bürger für Waldburg | 2,07 %  | 0     |

### Bürgermeister
- 1795–1815: Kiene
- 1815–1838: Sebastian Thoma
- 1838–1862: Jost Alois Rongg
- 1862–1876: Xaver Miller
- 1876–1904: Silvester Fugunt
- 1904–1918: Hermann Schabel
- 1919–1938: Karl Loritz
- 1939–1940: Franz Schlotter
- 1940–1945: Wilhelm Kölle (geschäftsführend)
- 1945–1969: Reinhold Abele
- 1970–1978: Klaus Flaig
- 1978–1994: Otto Hermann
- 1994–2025: Michael Röger
- Seit 2025: Joachim Rittler

### Wappen
| Wappen der Gemeinde Waldburg | Blasonierung: „Unter rotem Schildhaupt, darin ein goldener (gelber) Reichsapfel, in Gold (Gelb) drei schreitende, rot bezungte, hersehende schwarze Löwen (Leoparden) übereinander.“ |
| Wappen der Gemeinde Waldburg | Wappenbegründung: Das Schultheißenamtssiegel enthielt im Jahre 1930 eine naturalistische Abbildung der auf der Gemeindemarkung liegenden Burg Waldburg. Nach dem Zweiten Weltkrieg erschien dieses unheraldische Motiv auch in einer schildförmigen Umrahmung im Gemeindedienstsiegel. Bei der Festlegung ihres Wappens wählte die Gemeinde im Einvernehmen mit dem fürstlichen Hause Waldburg-Wolfegg-Waldsee Figuren aus dem fürstlichen Wappen. Die Löwen entsprechen dem Wappen des Hauses Waldburg. Der ebenfalls in Wappen des Hauses Waldburg verwendete Reichsapfel erinnert daran, dass die Reichskleinodien im Mittelalter vorübergehend auf der Waldburg und damit auf dem Gebiet der heutigen Gemeinde aufbewahrt wurden. Aus diesem Wappen hätten sich zunächst die schon vom Land geführten Flaggenfarben Schwarz-Gelb ergeben, doch entschied sich die Gemeinde für die Farbenverbindung Grün-Gelb. Die Landesregierung hat das Wappen samt der Flagge am 14. Februar 1955 verliehen. |

### Partnerschaften
Seit etwa 1980 besteht eine Partnerschaft zur gleichnamigen Gemeinde Waldburg in Oberösterreich.

## Kultur und Sehenswürdigkeiten

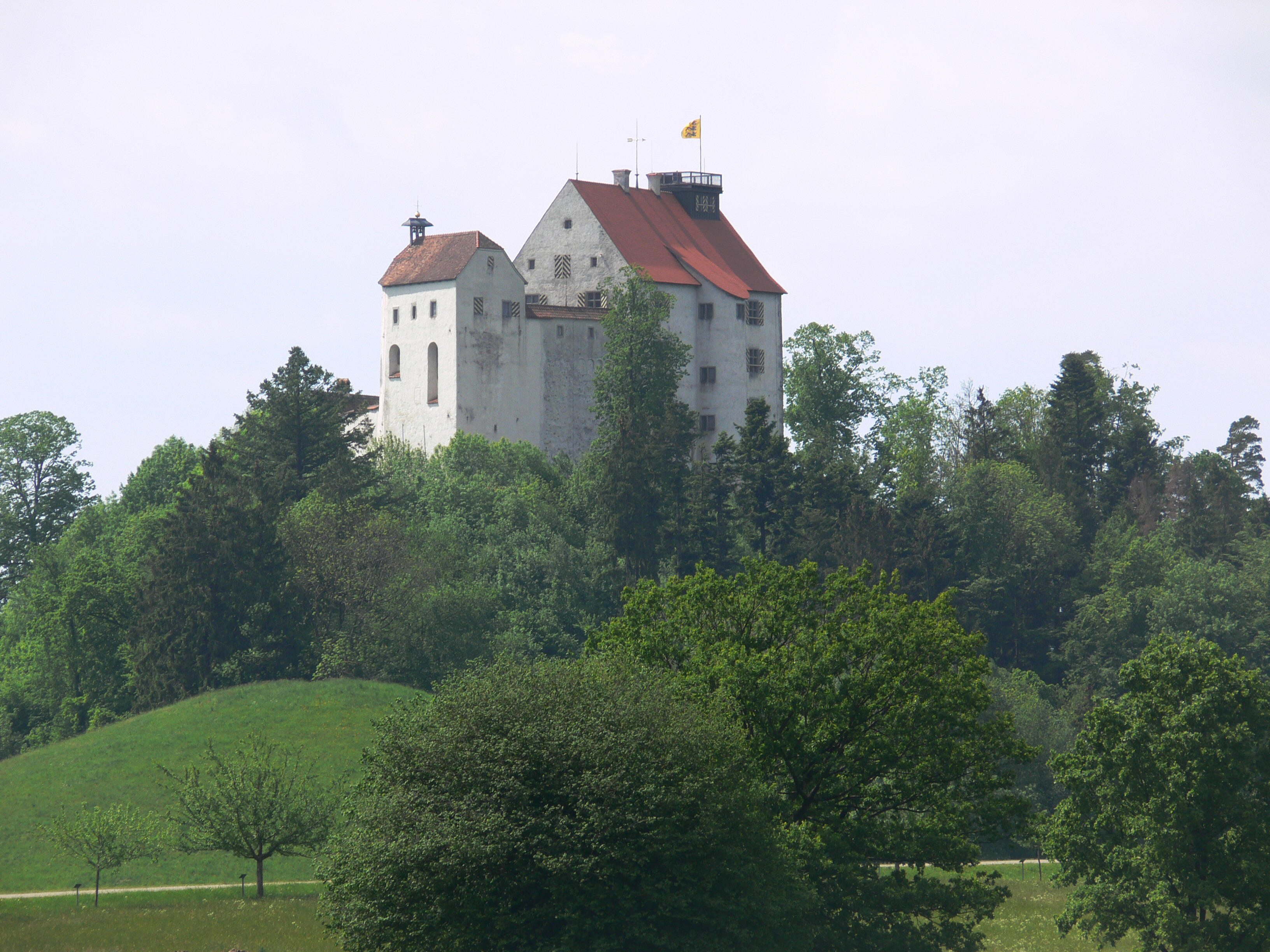
Die Waldburg

### Museen
- Die Waldburg aus dem 12. Jahrhundert mit Museum ist die Stammburg des Truchsessen- und Reichsfürstengeschlechts Waldburg. In ihr wurden temporär 1194 und von 1220 bis 1240 die Reichsinsignien aufbewahrt. Vom Burgturm (780 m) aus hat man bei klarer Sicht ein Fernsichtpanorama bis zum Bodensee und ins Berner Oberland. Die Waldburg, die auch für öffentliche und private Veranstaltungen genutzt wird, kann als Museum besichtigt werden.
- Das private Museum für Indianistik zeigt anhand von Originalexponaten und Modellen die Kultur und Tradition der Ureinwohner Nordamerikas.

### Bauwerke

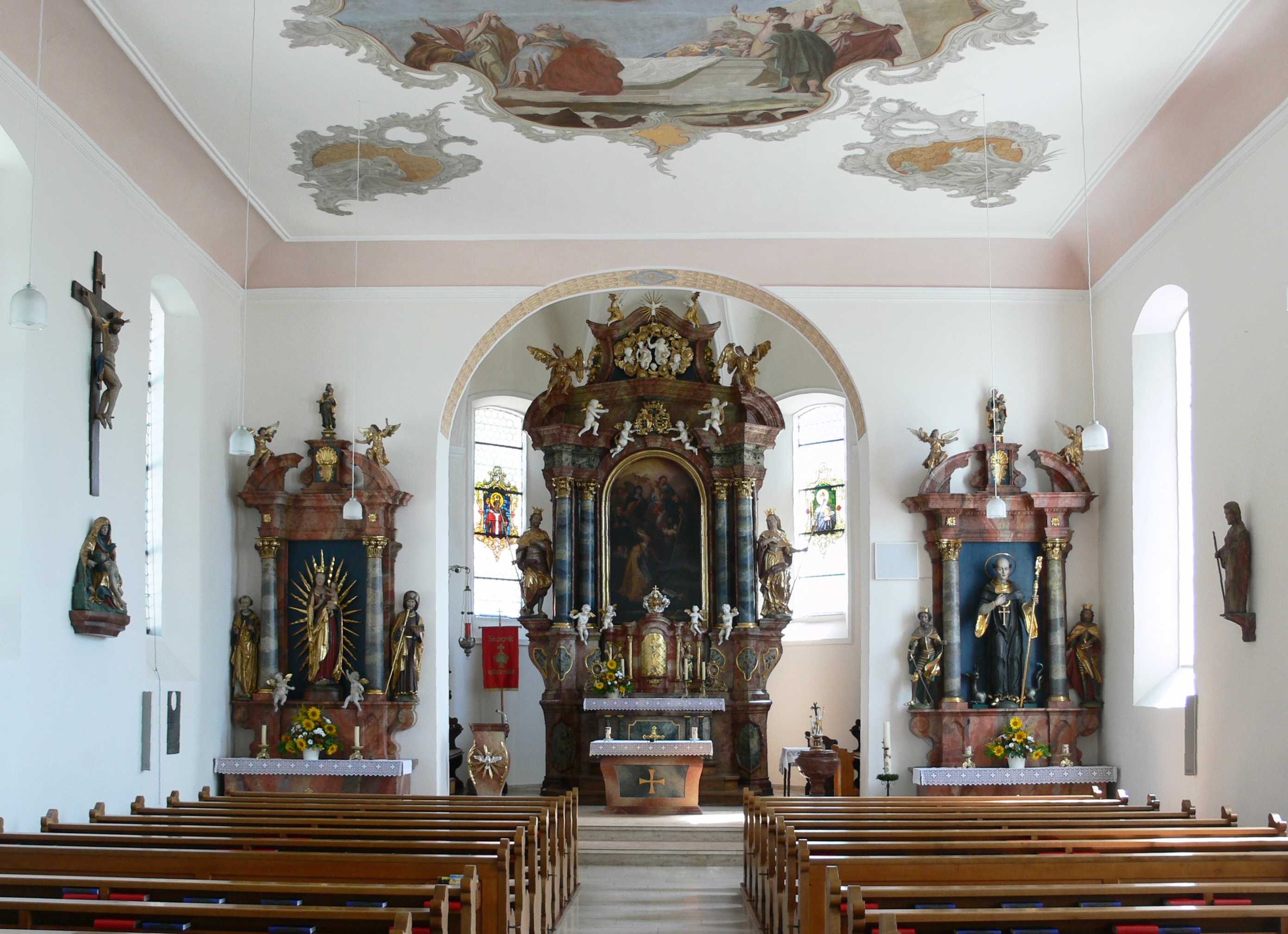
Pfarrkirche St. Magnus

Fernmeldeturm Sender Waldburg 2

- Katholische Pfarrkirche St. Magnus in Waldburg, begründet 1327 als Kapelle St. Walburga, ab 1337 umgebaut zur Pfarrkirche St. Magnus, 1525, 1748 und 1962 umgebaut, Inneres 1937 erneuert und 1979/1980 restauriert. Der Hochaltar von Gabriel Weiß (1750) ist der Katakombenheiligen St. Romula geweiht. Am Romulafest im September wird das Altarblatt versenkt, und die im Altar aufbewahrten Gebeine der Heiligen werden sichtbar.
- Katholische Filialkirche St. Cassian in Hannober, erbaut 1914 bis 1920 in neobarockem Stil, mit Hochaltargemälde „Der heilige Cassian segnet Hannober“ von Gebhard Fugel und spätgotischer Figurengruppe „Anna selbdritt“
- Kapelle St. Cassian (genannt Hustenkapelle) in Hannober, 17. Jahrhundert
- Kapelle St. Erasmus (genannt Grimmenkapelle) in Frankenberg, mit Bildtafel von 1748
- Kapelle St. Rochus (genannt Oißekäppele (Eißen=Furunkel)) im Schafmeier
- Habnitkapelle in Neuwaldburg, 1997 erbaut zu Ehren des seligen Habnit, eines Volksheiligen des 16. Jahrhunderts, der in der Waldburger Pfarrkirche begraben ist
- Pfarrhaus in Waldburg, 1571 von dem Waldburger Bürger Hans Sauter auf eigene Kosten erbautes Fachwerkhaus
- Das Haupthaus des Hotels Krone wurde 1842–1844 vom damaligen Wirt Kronenberger erbaut. Bis dahin bestand an gleicher Stelle schon eine sogenannte „Tafernwirtschaft“, die schon auf der Rauch’schen Dorfansicht von 1625 eingetragen war. Das Gebäude wurde 2008 renoviert.
- Sternwarte mit Planetenweg
- Zwischen Waldburg und Neuwaldburg befindet sich bei 47° 46′ 10,1″ N, 9° 43′ 20,7″ O ein 108 Meter hoher Fernmeldeturm, der 1987 erbaut wurde.

### Regelmäßige Veranstaltungen

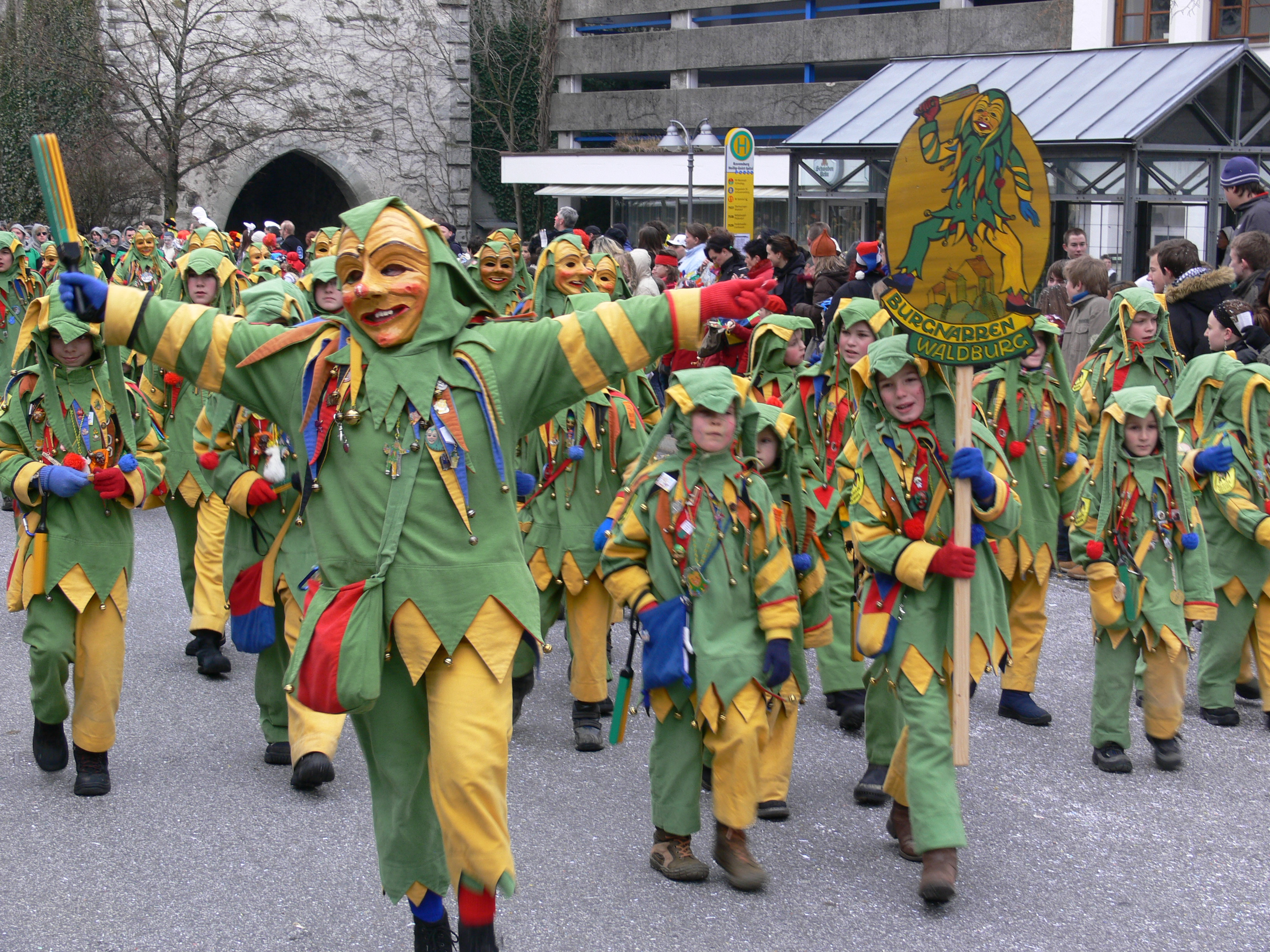
Burgnarren

- Höhepunkt im Jahreslauf ist das „Romulafest“, das am dritten Sonntag im September zu Ehren der heiligen Romula, einer Katakombenheiligen, deren Gebeine in der Pfarrkirche ruhen, gefeiert wird. Die 1848 gegründete Bürgerwehr, der Spielmannszug und die Musikkapelle Waldburg-Hannober bilden in ihren wilhelminischen Trachten mit ihrer Parade die große Attraktion. Am darauf folgenden Montag findet ein Kinderfest statt.
- Im Ortsteil Hannober wird im August das „Kassiansfest“ mit Prozession und Volksfest gefeiert, die Kirchweihe zu Ehren des Kirchenpatrons der Filialkirche.
- Im August findet der Oberschwäbische Töpfermarkt auf dem Hartplatz bei der Schule statt.
- Bei der Reiterprozession „Blutritt“ zu Ehren der Heilig-Blut-Reliquie in Weingarten (jeweils am Freitag nach Christi Himmelfahrt) ist die Pfarrgemeinde Waldburg prominent und farbenfroh mit einer Reiterdelegation und ihrer Musikkapelle vertreten.
- In Waldburg wird seit einiger Zeit auch die schwäbisch-alemannische Fasnet gefeiert. 1994 wurde die Narrenzunft „Burgnarren“ gegründet, deren Narrenfigur einen Hofnarren darstellt. Der Narrenruf der Burgnarren ist „Etz goht’s rund, d’r Burgnarr kunnt“. Die „Dorffasnet“ zieht Gäste aus dem ganzen Umkreis an.

## Wirtschaft und Infrastruktur
Große Industriebetriebe gibt es in Waldburg nicht, jedoch kleine und mittelständische Gewerbebetriebe. Im Ortsteil Hannober ist ein größeres Gewerbegebiet für mittelständische und Klein-Betriebe ausgewiesen und erschlossen.

### Verkehr
Die Gemeinde ist mit einigen Buslinien unter anderem mit Ravensburg, Schlier, Vogt und Wangen im Allgäu verbunden und gehört dem Bodensee-Oberschwaben Verkehrsverbund (bodo) an.

### Sendeanlage
Hauptartikel: Sender Waldburg

### Ansässige Unternehmen
Vom Fass ist ein Franchiseunternehmen im Einzelhandel mit Weinen, Spirituosen, Likören, Essigen und Ölen mit weltweit über 200 Standorten. Die Zentrale ist im Waldburger Ortsteil Hannober ansässig.

## Persönlichkeiten
- Ludwig Dressel (1840–1918), Jesuit, Naturwissenschaftler und Vertrauter des ecuadorianischen Staatspräsidenten García Moreno.
- Peter Riedesser (1945–2008), Kinder- und Jugendpsychiater, geboren in Waldburg.